# 自然農法
自然農法（しぜんのうほう、Nature Farming/Natural farming）とは、有機農業の一形態。昭和20年代に岡田茂吉と福岡正信により同名の農法がそれぞれ提唱された。自然農や、自然栽培とは別物である。
法律(JAS法等)で「自然農法」は定義されていない。

## 岡田茂吉の農法
1935年から世界救世教教祖の岡田茂吉は「土壌に不純物を入れず清浄に保てば、土壌本来の性能を十分に発揮し作物が栽培できる」という考えのもとで、無農薬・無肥料の栽培を始めた。1936年から東京都世田谷区上野毛の邸宅にて実験的に作物を作り始め、1942年からは水稲にも取り組んだ。1950年(昭和25年）に「無肥料栽培」から「自然農法」へと改称し、1953年に「自然農法普及会」を発足させた。
岡田茂吉の理念は⾃然農法国際研究開発センター、MOA⾃然農法⽂化事業団などに受け継がれている。

## 福岡正信の農法
1947年、「無から有を生めるのは自然のみで、農家は自然の営みを手伝うだけ」と考えた福岡正信は「不耕起」「無肥料」「無農薬」「無除草」を原則とする自然農法を始めた。具体的な手法として、植物の種子と粘土と混合した粘土団子がある。